# Johannisnäs
Johannisnäs är en herrgård i Dunkers socken, Flens kommun.
Johannisnäs hette ursprungligen Askängen eller Åstängen, och var på 1590-talet ett nybygge om 1/4 mantal på skattehemmanet i Bergas mark. Det redovisades under frälserubrik, då dess ränta 1596 donerades till Hans von Masenbach på Ökna. 1644 förlänades Askängen genom Knut Lillie den äldre (död 1668) sätesfrihet. Själva sätesbyggnaden uppfördes dock på det angränsande Lundby kyrkohemmans ägor, vilket 1665 ledde till att även detta donationshemmanet lades under säteriet. Detta ogillades dock 1679 då Lundby hörde en annan bolby. Två mantal i Berga var dock från början ladugård under Askängen, och Gäddmyra och Löta anges som rå- och rörshemman, jämte 1 mantal i Smedsta och 1/4 mantal i Över-Händö. Säteriet övertogs av Knut Lillies son Johan Lillie. Det var troligen han som gav godset namnet Johannisnäs. Efter honom ägdes Johannisnäs av Nils Schönberg (1639–1728). Schönberg efterlämnade godset till sin a döttrar Christina Magdalena och Hedvig, gifta Carpelan och Shet, samt därefter av Hedvigs dotter Maria Charlotta Shet (1712–1760), gift med Isaac Johan Rudebeck (1744–1782). Johannisnäs ärvdes därefter av deras dotter Eleonora Rudebeck, gift med Carl Adam Falkman. Efter detta köptes Johannisnäs av Jakob Wilhelm Sprengtporten, som lämnade gården i arv till sin dotterdotter Ulrika Strömfelt, gift med Gustaf Celsing. Celsing sålde 1889 Johannisnäs till lantbrukaren Carl Alfred Andersson, vars son Harald Andersson 1912 övertog gården av faderns stärbshus.
Corps de logiet är av timmer i två våningar och uppfördes omkring 1700. Det genomgick ombyggnader och moderniseringar 1915, 1938, 1947. Rättarbostaden är uppförd 1945, tre arbetarbostäder är uppförda 1911, 1918 och 1944.